# Fundamentalismo judaico
Fundamentalismo judaico (em inglês:  Jewish fundamentalism, em hebraico:  פונדמנטליזם יהודי) refere-se ao fundamentalismo no contexto do judaísmo. O termo fundamentalismo foi originalmente usado em referência ao fundamentalismo cristão, um movimento protestante que enfatiza a crença no literalismo bíblico. Hoje, é comumente usado em referência a movimentos que se opõem às tendências modernistas, liberais e ecumênicas dentro das sociedades, bem como às tendências modernistas, liberais e ecumênicas dentro de religiões específicas e é frequentemente associado a ideologias extremistas e/ou movimentos políticos. O uso desta definição é importante em um contexto judaico porque os dois movimentos que são mais comumente associados ao fundamentalismo judaico, o sionismo religioso e o judaísmo haredi, se afastam do literalismo bíblico devido à importância da Lei Oral dentro do judaísmo. Na verdade, o caraísmo, o movimento judaico que é bem conhecido devido à sua ênfase no literalismo bíblico, raramente é considerado fundamentalista.

## Visão geral
Como outros movimentos fundamentalistas, o judaísmo fundamentalista geralmente se apresenta como a única forma válida de judaísmo, cultura judaica e verdade. No entanto, o sionismo religioso e o judaísmo haredi, os dois movimentos mais amplamente associados ao fundamentalismo judaico, diferem de maneiras significativas e, historicamente, eles se opuseram (mas recentemente, houve mais sobreposição devido à ascensão do movimento Hardal). O sionismo religioso está mais associado ao extremismo político, enquanto o judaísmo haredi está associado a homens que estudam a Torá todos os dias e garantem que todas as ações estejam de acordo com a vontade de Hashem.

## Judaísmo Haredi
O judaísmo haredi consiste em grupos dentro do judaísmo ortodoxo que são caracterizados por sua estrita adesão à halakha (lei judaica) e tradições em oposição aos valores e práticas modernas. Seus membros são geralmente chamados de ultraortodoxos; no entanto, o termo "ultraortodoxo" é considerado pejorativo por muitos de seus adeptos, que preferem termos como estritamente ortodoxo ou haredi. Os judeus haredi se consideram o grupo de judeus mais religiosamente autêntico,  mas outros movimentos do judaísmo discordam.

## Sionismo religioso
O sionismo religioso é uma ideologia que combina o sionismo e o judaísmo ortodoxo. Começou principalmente com os ensinamentos do rabino Abraão Isaac Kook (1865–1935), que via o sionismo como parte de um esquema divino para devolver os judeus à sua terra natal ancestral e, eventualmente, trazer a vinda do Messias. O sionismo religioso ganhou um novo impulso após a Guerra dos Seis Dias em 1967, quando Israel conquistou a Cisjordânia, um território rico em história bíblica. O movimento Gush Emunim decolou sob a liderança de Zvi Yehuda Kook e também liderou a proliferação de assentamentos israelenses no território recém-conquistado.
O sionismo religioso ainda é um termo relativamente amplo que abrange elementos moderados e extremistas. Os elementos extremistas são frequentemente associados ao racismo antiárabe, ao antipalestinismo e à violência, frequentemente, são associados à inspiração ideológica do kahanismo. Eles também foram associados ao terrorismo contra os palestinos e, em alguns casos, também foram associados ao terrorismo contra as Forças de Defesa de Israel. O movimento Hilltop Youth é especialmente associado às formas mais extremas de sionismo religioso.

## Estudos
O fundamentalismo judaico foi ignorado durante grande parte do século XX, e foi apenas quando começou a ter efeito na política israelense e nas relações internacionais que os acadêmicos começaram a estudá-lo seriamente.